# Liste von Sakralbauten in Weikersheim
Die Liste von Sakralbauten in Weikersheim nennt Kirchengebäude und sonstige Sakralbauten im Stadtgebiet von Weikersheim im Main-Tauber-Kreis in Baden-Württemberg.

## Sakralbauten in Weikersheim

### Christentum
Die evangelischen Sakralbauten im Stadtgebiet von Weikersheim sind verschiedenen Kirchengemeinden im evangelischen Kirchenbezirk Weikersheim zugeordnet. Die katholischen Sakralbauten im Stadtgebiet von Weikersheim gehören zur Seelsorgeeinheit 3 im Dekanat Mergentheim.

#### Kirchengebäude und Kapellen
| Name                  | Konfession | Ort                   | Bild | Koordinaten                 |
| --------------------- | ---------- | --------------------- | ---- | --------------------------- |
| Bartholomäuskirche    | ev.        | Nassau                |      | 49° 31′ 27″ N, 9° 53′ 31″ O |
| Bergkirche Laudenbach | r.-k.      | Laudenbach Bergkirche |      | 49° 27′ 23″ N, 9° 55′ 11″ O |
| Evangelische Kirche   | ev.        | Elpersheim            |      | 49° 28′ 12″ N, 9° 52′ 23″ O |
| St. Georg             | ev.        | Neubronn              |      | 49° 27′ 52″ N, 9° 58′ 12″ O |
| St. Margareta         | r.-k.      | Laudenbach            |      | 49° 27′ 12″ N, 9° 55′ 42″ O |
| St. Nikolaus          | ev.        | Schäftersheim         |      | 49° 29′ 53″ N, 9° 53′ 59″ O |
| Stadtkirche St. Georg | ev.        | Weikersheim           |      | 49° 28′ 50″ N, 9° 53′ 54″ O |
| Zum kostbaren Blut    | r.-k.      | Weikersheim           |      | 49° 28′ 43″ N, 9° 53′ 55″ O |

#### Kreuzweg
Der folgende Freilandkreuzweg besteht im Stadtgebiet von Weikersheim:
| Name                    | Konfession | Ort                   | Bild | Koordinaten                 |
| ----------------------- | ---------- | --------------------- | ---- | --------------------------- |
| Kreuzweg zur Bergkirche | r.-k.      | Laudenbach Bergkirche |      | 49° 27′ 21″ N, 9° 55′ 17″ O |

#### Mariengrotte
Folgende Mariengrotte beziehungsweise Lourdesgrotte besteht im Stadtgebiet von Weikersheim:
| Name         | Konfession | Ort        | Bild | Koordinaten                 |
| ------------ | ---------- | ---------- | --- | --------------------------- |
| Mariengrotte | r.-k.      | Laudenbach | Bild gesucht Die Wikipedia wünscht sich an dieser Stelle ein Bild vom hier behandelten Ort. Falls du dabei helfen möchtest, erklärt die Anleitung , wie das geht. BW | 49° 27′ 12″ N, 9° 55′ 43″ O |

#### Friedhöfe
In der Kernstadt Weikersheim sowie in den folgenden weiteren Stadtteilen bestehen christliche Friedhöfe:
| Name     | Konfession    | Ort | Bild                        | Koordinaten |
| -------- | ------------- | --- | --------------------------- | ----------- |
| Friedhof | Weikersheim   | | 49° 29′ 4″ N, 9° 53′ 59″ O  |             |
| Friedhof | Elpersheim    | | 49° 28′ 6″ N, 9° 52′ 23″ O  |             |
| Friedhof | Laudenbach    | | 49° 27′ 11″ N, 9° 55′ 42″ O |             |
| Friedhof | Nassau        | Bild gesucht Die Wikipedia wünscht sich an dieser Stelle ein Bild vom hier behandelten Ort. Falls du dabei helfen möchtest, erklärt die Anleitung , wie das geht. BW | 49° 31′ 21″ N, 9° 53′ 29″ O |             |
| Friedhof | Neubronn      | | 49° 27′ 51″ N, 9° 58′ 13″ O |             |
| Friedhof | Schäftersheim | Bild gesucht Die Wikipedia wünscht sich an dieser Stelle ein Bild vom hier behandelten Ort. Falls du dabei helfen möchtest, erklärt die Anleitung , wie das geht. BW | 49° 29′ 53″ N, 9° 54′ 7″ O  |             |

### Judentum
Die folgenden jüdischen Sakralbauten des ehemaligen Bezirksrabbinats Weikersheim bestanden oder bestehen im Stadtgebiet von Weikersheim:
| Name                           | Konfession  | Ort | Bild                        | Koordinaten |
| ------------------------------ | ----------- | --- | --------------------------- | ----------- |
| Jüdischer Friedhof Weikersheim | Weikersheim |     | 49° 27′ 50″ N, 9° 54′ 7″ O  |             |
| Synagoge                       | Weikersheim |     | 49° 28′ 51″ N, 9° 54′ 1″ O  |             |
| Synagoge                       | Laudenbach  |     | 49° 27′ 16″ N, 9° 55′ 40″ O |             |

Das Bezirksrabbinat Weikersheim wurde 1914 aufgelöst. Einzelne Gemeinden wurden danach dem Bezirksrabbinat Mergentheim zugeteilt.

### Islam
Im Stadtgebiet von Weikersheim besteht keine Moschee. Die Muslime besuchen gewöhnlich die nächstgelegene Moschee Lauda.